# Guillaume Canet
Guillaume Canet (Boulogne-Billancourt, 10 d'abril de 1973) és un actor, director, guionista i adaptador francès.

## Biografia i carrera
Inicialment volia ser genet en salts d'obstacles però un accident a l'edat de 18 anys va estroncar els seus plans. Va començar el seu treball com a actor al teatre i més tard a la televisió. En arribar al món del cinema va descobrir la seva gran passió que li ofereix l'oportunitat de desenvolupar tot el seu talent.
Amb el seu primer paper important, a Barracuda, va guanyar el premi al millor actor del Festival Internacional de Joves Realitzadors de Sant Joan Lohitzune, i amb el segon paper important, a En plein coeur va aconseguir una nominació al César al millor actor revelació.
Després de treballar a Hollywood a La platja i de patir el relatiu fracàs de Vidocq, Canet va aprofitar per dirigir el seu primer llargmetratge al 2003, Mon idole. El mateix any va protagonitzar Jeux d'enfants, pel·lícula que va assolir un  gran èxit de taquilla a França.
Va guanyar el Premi César com millor director el 2007 per la pel·lícula Ne le dis à personne, basada en la novel·la de Harlan Coben, a la que alguns crítics han qualificat com «la millor adaptació de Coben mai realitzada». La pel·lícula Blood Ties (2013), un drama entorn el món del crim, ha suposat el seu debut com a director a Hollywood.
Al 2017 escriu, dirigeix, protagonitza i produeix Coses de l'edat, una comedia sobre el mon del cinema en que es va envoltar d'amics i companys de feina, i els actors es representen a ells mateixos. Tot i així, Canet considera molt més personals Petites mentides sense importància del 2010 i la seva continuació de 9 anys després, Nous finirons ensemble.
Al 2023 va tornar a posar en marxa les adaptacions amb actors reals d'Astèrix, amb Astérix & Obélix: L'Empire du Milieu, que va escriure, dirigir i protagonitzar en el paper del petit gal, allunyant-se de les darreres adaptacions protagonitzades per Gérard Depardieu. També al 2023, un any molt prolífic per l'actor, va estrenar Fora de temporada, pel·lícula que alguns crítics han arribat a comparar amb Lost in Translation i afegint la comparació de Canet amb Bill Murray.
Al 2024 va intervenir al guió i va protagonizar Ad vitam, pel·lícula d'acció de Netflix no gaire ben rebuda per la 
crítica.

## Vida privada
En la seva vida privada, va mantenir una relació amb l'actriu alemanya Diane Kruger des de 1999 fins a 2006. Actualment viu amb l'actriu francesa Marion Cotillard, que va conèixer el 2003 quan van coprotagonizar la pel·lícula Jeux d'enfants. Amb ella ha tingut els seus dos fills.

## Filmografia
- Fonts: Pàgina del cineasta a IMDb i Pàgina del cineasta a Filmaffinity.

| Any       | Títol                                   | Paper               | Com a | Com a | Com a | Com a | Notes                           |
| Any       | Títol                                   | Paper               | Actor | Guió  | Dir.  | Prod. | Notes                           |
| --------- | --------------------------------------- | ------------------- | ----- | ----- | ----- | ----- | ------------------------------- |
| 1993      | Petits baisers                          | Guillaume           | Sí    | No    | No    | No    | Sèrie de televisió. 1 episodi.  |
| 1994      | La Colline aux mille enfants            | Frédéric            | Sí    | No    | No    | No    | Telefilm.                       |
| 1994      | Jeanne                                  | Mathieu             | Sí    | No    | No    | No    | Telefilm.                       |
| 1995      | Ils n'ont pas 20 ans                    | Michel              | Sí    | No    | No    | No    | Telefilm.                       |
| 1995      | Le juge est une femme                   | Julien              | Sí    | No    | No    | No    | Sèrie de televisió. 1 episodi.  |
| 1995      | Le Fils unique                          | -                   | Sí    | No    | No    | No    | Curtmetratge.                   |
| 1996      | Sans regrets                            | -                   | No    | No    | Sí    | No    | Curtmetratge.                   |
| 1996      | Le voyage de Pénélope                   | Maxime              | Sí    | No    | No    | No    | Telefilm.                       |
| 1996      | Je m'appelle Régine                     | Antoine             | Sí    | No    | No    | No    | Telefilm.                       |
| 1996      | Le Cheval de cœur                       | Michel              | Sí    | No    | No    | No    | Telefilm.                       |
| 1996      | 17 ans et de poussières                 | -                   | Sí    | No    | No    | No    | Telefilm.                       |
| 1997      | Pardaillan                              | Jean                | Sí    | No    | No    | No    | Telefilm.                       |
| 1997      | Barracuda                               | Luc                 | Sí    | No    | No    | No    |                                 |
| 1997      | La vocation d'Adrienne                  | Ferdinand           | Sí    | No    | No    | No    | Sèrie de televisió. 1 episodi.  |
| 1997      | Over iode                               | -                   | Sí    | No    | No    | No    | Curtmetratge.                   |
| 1998      | Ceux qui m'aiment prendront le train    | L'autoestopista     | Sí    | No    | No    | No    |                                 |
| 1998      | En plein coeur                          | Vincent Mazet       | Sí    | No    | No    | No    |                                 |
| 1998      | Sentimental Education                   | Guy                 | Sí    | No    | No    | No    |                                 |
| 1998      | Je taim                                 | -                   | No    | Sí    | Sí    | No    | Curtmetratge.                   |
| 1999      | Le porteur de destins                   | Lucien Gilhoux      | Sí    | No    | No    | No    | Telefilm.                       |
| 1999      | Je règle mon pas sur le pas de mon père | Sauveur             | Sí    | No    | No    | No    |                                 |
| 2000      | Trait d'union                           | -                   | Sí    | No    | No    | No    | Curtmetratge.                   |
| 2000      | Scénarios sur la drogue                 | -                   | No    | No    | Sí    | No    | Sèrie de televisió. 1 episodi.  |
| 2000      | La platja                               | Étienne             | Sí    | No    | No    | No    |                                 |
| 2000      | La fidélité                             | Némo                | Sí    | No    | No    | No    |                                 |
| 2000      | The Day the Ponies Come Back            | Daniel Moulin       | Sí    | No    | No    | No    |                                 |
| 2000      | J'peux pas dormir...                    | Un dels amics       | Sí    | Sí    | Sí    | No    | Curtmetratge.                   |
| 2001      | Les morsures de l'aube                  | Antoine Venequiste  | Sí    | No    | No    | No    |                                 |
| 2001      | Vidocq                                  | Étienne Boisset     | Sí    | No    | No    | No    |                                 |
| 2002      | Le frère du guerrier                    | Arnaud              | Sí    | No    | No    | No    |                                 |
| 2002      | Mille millièmes                         | Josselin            | Sí    | No    | No    | No    |                                 |
| 2002      | Mon idole                               | Bastien             | Sí    | Sí    | Sí    | Sí    |                                 |
| 2003      | Jeux d'enfants                          | Julien Janvier      | Sí    | No    | No    | No    |                                 |
| 2003      | Les clefs de bagnole                    | Un comediant        | Sí    | No    | No    | No    |                                 |
| 2004      | Narco                                   | Gus                 | Sí    | No    | No    | No    |                                 |
| 2004      | Electrochoc                             | Manu                | Sí    | No    | No    | No    | Telefilm.                       |
| 2005      | Bon Nadal                               | Tinent Audebert     | Sí    | No    | No    | No    |                                 |
| 2005      | L'infern                                | Sébastien           | Sí    | No    | No    | No    |                                 |
| 2006      | Un ticket pour l'espace                 | Yonis               | Sí    | No    | No    | No    |                                 |
| 2006      | Ne le dis à personne                    | Philippe Neuville   | Sí    | Sí    | Sí    | No    |                                 |
| 2007      | Ensemble, c'est tout                    | Franck              | Sí    | No    | No    | No    |                                 |
| 2007      | Darling                                 | Joël Epine 'Romeo'  | Sí    | No    | No    | No    |                                 |
| 2007      | La clef                                 | Éric Vincent        | Sí    | No    | No    | No    |                                 |
| 2008      | Les liens du sang                       | François            | Sí    | No    | No    | No    |                                 |
| 2008      | La clef du problème                     | Pierre              | Sí    | No    | No    | No    | Curtmetratge.                   |
| 2008      | Voyage d'affaires                       | Jean-Paul Clément   | Sí    | No    | No    | No    | Curtmetratge.                   |
| 2009      | Espion(s)                               | Vincent             | Sí    | No    | No    | No    |                                 |
| 2009      | El cas Farewell                         | Pierre Froment      | Sí    | No    | No    | No    |                                 |
| 2009      | L'últim vol                             | Antoine Chauvet     | Sí    | No    | No    | No    |                                 |
| 2009      | Sunday with a Flu                       | -                   | No    | No    | Sí    | No    | Videoclip de Yodelice.          |
| 2010      | Last Night                              | Alex                | Sí    | No    | No    | No    |                                 |
| 2010      | Petites mentides sense importància      | -                   | No    | Sí    | Sí    | No    |                                 |
| 2010      | Amssétou                                | -                   | No    | No    | Sí    | No    | Videoclip de Matthieu Chedid.   |
| 2011      | Une vie meilleure                       | Yann Lorant         | Sí    | No    | No    | No    |                                 |
| 2011      | La nouvelle guerre des boutons          | Paul, el mestre     | Sí    | No    | No    | No    |                                 |
| 2011      | Voisin voisin                           | Home del bosc       | Sí    | No    | No    | No    | Curtmetratge.                   |
| 2011-2013 | Platane                                 | Ell mateix          | Sí    | No    | No    | No    | Sèrie de televisió. 4 episodis. |
| 2012      | Les Infidèles                           | Thibault            | Sí    | No    | No    | No    |                                 |
| 2013      | Le débarquement                         | -                   | Sí    | No    | No    | No    | Sèrie de televisió. 1 episodi.  |
| 2013      | Jappeloup                               | Pierre Durand       | Sí    | Sí    | No    | No    |                                 |
| 2013      | En solitari                             | Frank Drevil        | Sí    | No    | No    | No    |                                 |
| 2013      | Blood Ties                              | -                   | No    | Sí    | Sí    | Sí    |                                 |
| 2013      | Ivresse                                 | -                   | No    | Sí    | Sí    | No    | Curtmetratge.                   |
| 2014      | L'homme qu'on aimait trop               | Maurice Angelet     | Sí    | No    | No    | Sí    |                                 |
| 2014      | La prochaine fois je viserai le coeur   | Franck Neuhart      | Sí    | No    | No    | No    |                                 |
| 2015      | El Petit Príncep                        | Mr. Prince          | Sí    | No    | No    | No    | Només veu, pel·lícula animada.  |
| 2015      | Els Mínions                             | Herb Overkill       | Sí    | No    | No    | No    | Només veu, pel·lícula animada.  |
| 2015      | The Program                             | Dr. Ferrari         | Sí    | No    | No    | No    |                                 |
| 2016      | Le secret des banquises                 | Professor Quignard  | Sí    | No    | No    | No    |                                 |
| 2016      | The Siege of Jadotville                 | Rene Faulques       | Sí    | No    | No    | No    |                                 |
| 2016      | Cézanne i jo                            | Émile Zola          | Sí    | No    | No    | No    |                                 |
| 2017      | Coses de l'edat                         | Ell mateix          | Sí    | Sí    | Sí    | Sí    |                                 |
| 2017      | Mon garçon                              | Julien Perrin       | Sí    | No    | No    | Sí    |                                 |
| 2018      | El gran bany                            | Laurent             | Sí    | No    | No    | No    |                                 |
| 2018      | Dobles vides                            | Alain Danielson     | Sí    | No    | No    | No    |                                 |
| 2018      | L'amour est une fête                    | Franck              | Sí    | No    | No    | No    |                                 |
| 2018      | Girls with Balls                        | -                   | Sí    | No    | No    | No    |                                 |
| 2018      | Action                                  | -                   | Sí    | No    | No    | No    | Videoclip.                      |
| 2019      | Nous finirons ensemble                  | -                   | No    | Sí    | Sí    | Sí    |                                 |
| 2019      | La belle époque                         | Antoine             | Sí    | No    | No    | No    |                                 |
| 2019      | Au nom de la terre                      | Pierre Jarjeau      | Sí    | No    | No    | Sí    |                                 |
| 2021      | Lui                                     | Ell                 | Sí    | Sí    | Sí    | No    |                                 |
| 2023      | Astérix & Obélix: L'Empire du Milieu    | Astèrix             | Sí    | Sí    | Sí    | No    |                                 |
| 2023      | Ils sont fous ces humains!              | -                   | No    | No    | Sí    | No    | Videoclip de -M-.               |
| 2023      | Acide                                   | Michal              | Sí    | No    | No    | No    |                                 |
| 2023      | La Nina i el secret de l'eriçó          | Vincent             | Sí    | No    | No    | No    | Només veu, pel·lícula animada.  |
| 2023      | Fora de temporada                       | Mathieu             | Sí    | No    | No    | Sí    |                                 |
| 2023      | Jugant amb foc                          | Vincent             | Sí    | No    | No    | No    |                                 |
| 2023      | Nouveaux riches                         | -                   | Sí    | No    | No    | No    |                                 |
| 2024      | Le Déluge                               | Lluís XVI de França | Sí    | No    | No    | No    |                                 |
| 2024      | Belle                                   | -                   | Sí    | No    | No    | No    |                                 |
| 2025      | Ad Vitam                                | Franck              | Sí    | Sí    | No    | Sí    |                                 |

## Premis
- Fonts: Pàgina del cineasta a IMDb i Pàgina del cineasta a Filmaffinity.

| Any  | Pel·lícula                              | Premi                                       | Categoria                       | Resultat  |
| ---- | --------------------------------------- | ------------------------------------------- | ------------------------------- | --------- |
| 1999 | En plein coeur                          | Premis César                                | Millor actor revelació          | Nominat   |
| 1999 | Je règle mon pas sur le pas de mon père | Festival de cinema romàntic de Cabourg      | Millor nou actor                | Guanyador |
| 2000 | -                                       | Premi Jean Gabin                            | -                               | Guanyador |
| 2003 | Mon idole                               | Premis César                                | Millor primera pel·lícula       | Nominat   |
| 2003 | Mon idole                               | Premis del Cinema Europeu                   | Millor descubriment             | Nominat   |
| 2007 | Ensemble, c'est tout                    | Festival de cinema romàntic de Cabourg      | Millor actor                    | Guanyador |
| 2007 | Ne le dis à personne                    | Premis César                                | Millor pel·lícula               | Nominat   |
| 2007 | Ne le dis à personne                    | Premis César                                | Millor director                 | Guanyador |
| 2007 | Ne le dis à personne                    | Premis César                                | Millor guió adaptat             | Nominat   |
| 2007 | Ne le dis à personne                    | Premis Lumières                             | Millor pel·lícula               | Guanyador |
| 2007 | Ne le dis à personne                    | Premis Lumières                             | Premi del Públic Mundial        | Guanyador |
| 2007 | Ne le dis à personne                    | Premis Lumières                             | Millor director                 | Nominat   |
| 2007 | Ne le dis à personne                    | Premis Lumières                             | Millor guió                     | Nominat   |
| 2007 | Ne le dis à personne                    | Étoiles d'Or                                | Millor guió                     | Nominat   |
| 2007 | Ne le dis à personne                    | Étoiles d'Or                                | Millor director                 | Nominat   |
| 2007 | Ne le dis à personne                    | Premi Globes de Cristal                     | Millor pel·lícula               | Guanyador |
| 2009 | Ne le dis à personne                    | Premi Edgar                                 | Millor guió cinematogràfic      | Nominat   |
| 2011 | Petites mentides sense importància      | Premis del Cinema Europeu                   | Premi del públic                | Nominat   |
| 2011 | Une vie meilleure                       | Festa del Cinema di Roma                    | Premi d’interpretació masculina | Guanyador |
| 2013 | Une vie meilleure                       | Premis Lumières                             | Millor actor                    | Nominat   |
| 2014 | Jappeloup                               | Premis Lumières                             | Millor actor                    | Nominat   |
| 2015 | La prochaine fois je viserai le coeur   | Premis Lumières                             | Millor actor                    | Nominat   |
| 2015 | La prochaine fois je viserai le coeur   | Premis César                                | Millor actor                    | Nominat   |
| 2015 | La prochaine fois je viserai le coeur   | Premi Globes de Cristal                     | Millor actor                    | Nominat   |
| 2017 | Coses de l'edat                         | Festival de Cinema d'Hamburg                | Premi del públic                | Nominat   |
| 2018 | Coses de l'edat                         | Premis César                                | Millor actor                    | Nominat   |
| 2020 | Nous finirons ensemble                  | Premis César                                | César del públic                | Nominat   |
| 2024 | -                                       | Festival Internacional de Cinema de Locarno | Premi a la excel·lència         | Guanyador |
| 2003 | Premis César                            | Millor primera pel·lícula                   | Mon idole                       | Nominat   |
| 2003 | Premis César                            | Millor primera pel·lícula                   | Mon idole                       | Nominat   |
| 2003 | Premis César                            | Millor primera pel·lícula                   | Mon idole                       | Nominat   |
| 2003 | Premis César                            | Millor primera pel·lícula                   | Mon idole                       | Nominat   |